# Zucchetti Kos Tennis Cup 2011
Il Zucchetti Kos Tennis Cup 2011 è stato un torneo professionistico di tennis maschile giocato sulla terra rossa. È stata l'8ª edizione del torneo, facente parte dell'ATP Challenger Tour nell'ambito dell'ATP Challenger Tour 2011. Si è giocato a Cordenons in Italia dal 15 al 21 agosto 2011.

## Partecipanti

### Teste di serie
| Nazionalità | Giocatore         | Ranking* | Testa di serie |
| ----------- | ----------------- | -------- | -------------- |
| Francia     | Éric Prodon       | 88       | 1              |
| Germania    | Dustin Brown      | 122      | 2              |
| Rep. Ceca   | Jaroslav Pospíšil | 127      | 3              |
| Francia     | Florent Serra     | 129      | 4              |
| Italia      | Simone Bolelli    | 135      | 5              |
| Paesi Bassi | Jesse Huta Galung | 136      | 6              |
| Germania    | Björn Phau        | 137      | 7              |
| Slovacchia  | Martin Kližan     | 138      | 8              |

- 1 Ranking all'8 agosto 2011.

### Altri partecipanti
Giocatori che hanno ricevuto una wild card:
- Riccardo Bonadio
- Alessandro Giannessi
- Thomas Muster
- Matteo Trevisan

Giocatori che sono passati dalle qualificazioni:
- Benjamin Balleret
- Niels Desein
- Leonardo Kirche
- Boris Pašanski

## Campioni

### Singolare
Daniel Muñoz de la Nava ha battuto in finale  Nicolás Pastor 6–4, 2–6, 6–2

### Doppio
Julian Knowle /  Michael Kohlmann hanno battuto in finale  Colin Ebelthite /  Adam Feeney con il punteggio di 2–6, 7–5, [10–5]